# Verrillon

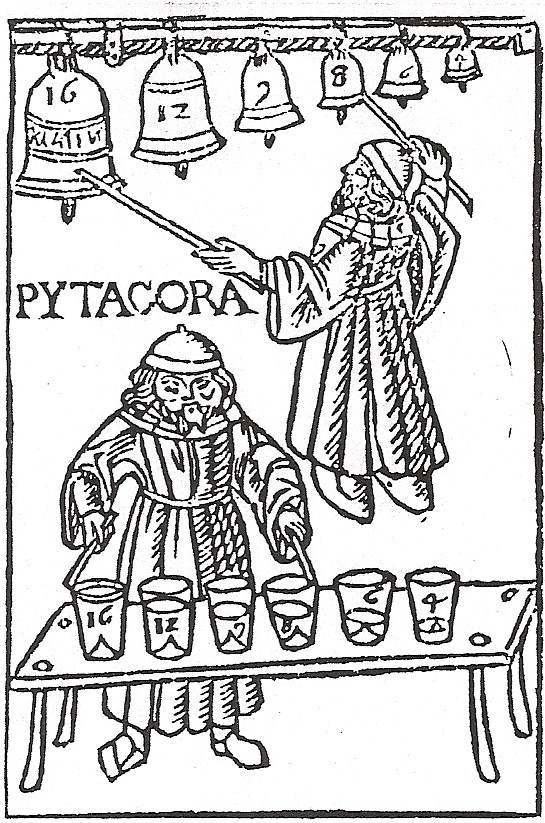
Illustration par Franchino Gafori représentant le verrillon dans Theorica musicae, Milan, 1492 (cliquez sur l'image).

 Le verrillon,,,, – ou vérillon,, – est un instrument de musique qui fait partie de la famille des idiophones frottés. Il est composé de plusieurs verres musicaux, généralement des verres à vin, disposés sur une table, et accordés par remplissage avec différentes quantités d'eau pour produire différentes notes. On en joue par friction sur le bord des verres avec des doigts humides ou imprégnés de résine, plus rarement par percussion avec une ou deux baguettes. L'harmonica de verre dérive du verrillon. Les appellations métaphoriques du verrillon (verres musicaux, verres chantants, orgue des anges, séraphin, harpe de verre) évoquent avant tout un instrument à la sonorité limpide, magique, poétique et aérienne.

## Un peu d'histoire
Verrillon est le nom français des verres musicaux, dont l'histoire débute en Asie, avec le mode percussion (XIIe siècle en Chine, XIVe siècle en Perse), avant qu'ils ne soient introduits, avec le mode friction, en Europe, où ils connaissent une grande vogue au XVIIIe siècle. Le musicien français contemporain Thomas Bloch est source de nombreuses données sur cette histoire, étant lui-même compositeur et interprète sur des instruments rares, notamment l'harmonica de verre, version mécanisée du verrillon.
En 1492, une illustration du théoricien musical italien Franchino Gafori (1451-1522) représente Pythagore (v.-580 - v.-495) expérimentant avec divers instruments de musique, dont un verrillon de six verres et un carillon de six cloches, ce qui suggère que le mot verrillon pourrait être la contraction de verre et de carillon. On notera les indications quantitatives concernant la taille des cloches et les volumes d'eau. Il s'agit toujours des quantités 4, 6, 8, 9, 12 et 16, révélant un lien intime entre des nombres entiers très simples et des accords musicaux harmonieux.
En 1636, l'allemand Georg Philipp Harsdörffer décrit une méthode pour réaliser une délicieuse musique avec des verres à vin, en effleurant leurs rebords avec des doigts mouillés : « prenez huit verres de forme égale, mettez dans l'un une cuillerée de vin, deux dans le deuxième, trois dans le troisième, et ainsi de suite ; ensuite, huit personnes ayant trempé leurs doigts dans le vin les frotteront simultanément sur le rebord des verres et l'on pourra entendre une délicieuse musique du vin qui résonnera dans toutes les oreilles ».
En 1738, une illustration et des commentaires paraissent dans un ouvrage allemand de Johann Philipp Eisel. L'instrument représenté porte un nom français, le verrillon. Il se compose de dix huit verres disposés côte à côte, sur lesquels on frappe avec une ou deux baguettes dont le bout est courbe et un peu enflé. Si l'on en croit l'échelle de l'illustration, l'usage virtuose du verrillon devait être quelque peu sportif. De plus, selon Eisel, son usage s'était répandu dans les églises et à l'occasion de diverses cérémonies.
En 1741, l'irlandais Richard Pockrich se fait reconnaître comme l'inventeur du verrillon, qu'il appelle orgue des anges. Il en est aussi le premier virtuose.
En 1746 à Londres, le compositeur Christoph Willibald Gluck exécute triomphalement son concerto pour verrillon (26 verres accordés avec de l'eau) et orchestre et affirme « pouvoir jouer tout ce qui se joue au violon ou au clavecin sur des verres musicaux, et ainsi parvenir à contenter les curieux aussi bien que les mélomanes ».
En 1761, Benjamin Franklin, impressionné par le jeu de Pockrich, invente son « armonica », maintenant connu comme l'harmonica de verre ou glassharmonica. C'est une forme mécanisée du verrillon, composée de coupes en verre – d'abord 24, puis jusqu'à 40 – fixées au-dessus d'un réservoir d'eau, et emboitées les unes dans les autres sur un axe horizontal mis en rotation par une roue, elle-même actionnée par une pédale. Chaque coupe, d'un diamètre différent, produit sa note lorsqu'on la frotte avec des doigts mouillés. Cette mécanisation ouvre de nouvelles opportunités, en particulier dans le domaine des accords, avec un maximum de dix notes, au lieu de six pour le verrillon. Mozart, Haydn, Beethoven, Strauss, Berlioz, notamment, composèrent des musiques pour l'harmonica de Franklin,.
En 1762, Franklin écrit au professeur Giovanni Battista Beccaria : « vous avez sans doute entendu le son doux et pur qu'on produit en frottant les bords d'un verre avec un doigt mouillé. Un nommé M. Puckeridge fut le premier qui imagina de réunir des sons obtenus de cette manière pour exécuter des airs. Il assembla un certain nombre de verres de différentes grandeurs, les plaça les uns à côté des autres sur une table, et les accorda en les remplissant plus ou moins ».
En 1765, l'Encyclopédie de Diderot et d'Alembert mentionne l'invention de « Puckridge », signale une antériorité allemande pour les verres musicaux utilisés par friction, et indique une antériorité plus ancienne encore pour le mode par percussion : « les Persans ont depuis longtemps une façon (...) de produire des sons : c'est en frappant avec de petits bâtons sur sept coupes de porcelaine remplies d'une certaine quantité d'eau, ce qui produit des accords ».
En 1844, le belge Joseph Mattau introduit son mattauphone, prétendu perfectionnement de l'harmonica de verre, alors qu'il s'agit d'un retour à la conception originelle du verrillon.
Au XXe siècle, le musicien allemand Bruno Hoffmann (1913-1991) ravive la tradition du verrillon et lui donne le nom de harpe de verre, bien que l'instrument ne comporte pas de cordes. En 1952, Bernard et François Baschet, facteurs d'instruments français, mettent au point le cristal Baschet faisant vibrer des verges métalliques frottées, classé dans la famille des « vergeophones ». Plusieurs artistes français contemporains, tels que les musiciens Thomas Bloch, Jean-Claude Chapuis, Jean-Claude Welche, et le conteur Bruno de La Salle, sont adeptes d'instruments en verre dont l'ancêtre est le verrillon. Il a même été mis en scène par l'écrivaine américaine et chanteuse d'opéra Louise Marley dans un roman à la fois futuriste et sentimental, La Musique de verre.

## Un aperçu de physique
Le verrillon a fait l'objet d'études expérimentales dont les résultats qualitatifs éclairent la compréhension du fonctionnement.
Le frottement d'un doigt mouillé le long de la circonférence du bord d'un verre produit une vibration sonore dont l'amplitude est maximum sur le bord du verre et nulle à la jonction de la paroi avec le pied du verre. Le phénomène est favorisé par des doigts lavés, un verre en cristal, avec pied, grand diamètre, parois fines et hautes. 
En vibrant, le verre fait vibrer l'air autour de lui. Quand le verre est vide, ou ne contient que peu d'eau, il vibre vite et émet un son aigu, de fréquence élevée et de courte longueur d'onde. Quand il contient davantage d'eau, il vibre plus lentement et émet une note plus grave. L'ajout d'eau amortit les vibrations du verre, permettant de sélectionner une gamme large de  notes différentes. 
L'intensité du son, c'est-à-dire le niveau sonore en décibels (dB), augmente avec la pression exercée par le doigt et avec la vitesse de rotation du doigt. 
La note jouée, c'est-à-dire la fréquence du son en hertz (Hz), est indépendante de la pression et de la vitesse de rotation du doigt.
Deux verres accordés sur la même fréquence et proches l'un de l'autre peuvent se transmettre leurs vibrations par le phénomène de résonance même s'ils ne se touchent pas.
Le son est harmonique dans le cas du verre frotté car les partiels sont des multiples entiers de la fréquence fondamentale. Il est inharmonique dans le cas du verre frappé.
Le verrillon est comparable au bol chantant tibétain conçu en alliage métallique et utilisé depuis plusieurs siècles avant notre ère.